# 濱海馬格達萊納區

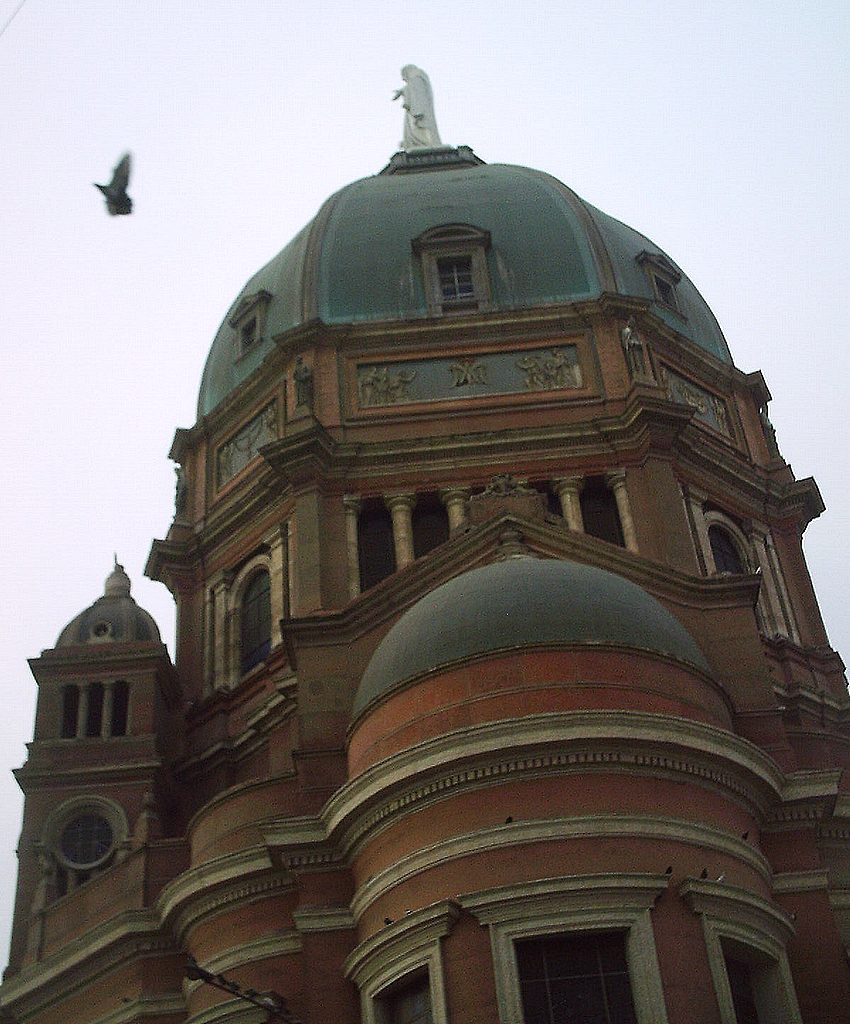

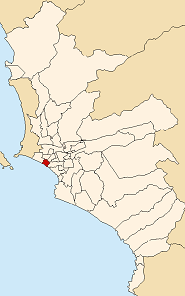

12°6′S 77°5′W / 12.100°S 77.083°W
濱海馬格達萊納區（西班牙語：Distrito de Magdalena del Mar），是秘魯的一個區，位於該國西部利馬大區的利馬省，始建於1920年5月10日，面積3.61平方公里，海拔高度58米，2005年人口48,445，人口密度每平方公里13,000人。